# Rambod Javan
Rambod Javan (en persa: رامبد جوان‎ ; nacido el 22 de diciembre de 1971) es un actor, director y presentador de televisión iraní. Ha realizado y dirigido un famoso programa de televisión local, Khandevane, que hasta ahora ha tenido 8 temporadas.

## Carrera
Comenzó a actuar en teatro en 1991. 
Tres años más tarde, se convirtió en el centro de atención con un papel corto en 'The Spouses' (1995) y encontró fama después de aparecer en la serie 'Green House' (1995).   
En 2002, dirigió su primera serie, 'Perdidos', transmitido durante el Ramadán y fue bien recibida por los espectadores y críticos. 
Debutó como director de cine con 'Spaghetti in 8 minutes' (2005) y recibió un premio como mejor actor secundario en el Fajr International Film Festival Phonics por su papel en 'Sinners' (2012). 
Los diversos roles que asumió en 'Mummy 3' (1999) y 'A Place of Love' (2000) lo establecieron como un actor versátil.   
Participó en muchas otras series y películas, incluyendo 'Born Again' (1997), 'Help Me' (1997), 'The Magic Coat' (1998), ' Maxx ' (2004), 'Souvenir from Abroad' (2006 ), 'The Music Box' (2007), 'Adam's Son, Eve's Daughter' (2009), 'No Men Allow' (2009), 'The Lab' (2011) y 'Conditional Release' (2013). 

## Vida personal
Javan es hijo de padres iraníes azerbaiyanos y tat persas. Tuvo un breve matrimonio con Mandana Rouhi hasta su divorcio algunos años después. Se volvió a casar con la actriz iraní Sahar Dolatshahi en 2008, se divorciaron en 2014. En 2016, algunas fotos y noticias sobre la relación entre Javan y Negar Javaherian se publicaron en el ciberespacio, que luego fue confirmado por ellos. En 2019, la decisión de la pareja de dar a luz a su hijo en Canadá creó una gran controversia. Una de las principales razones para criticar este tema fue el comportamiento dual de Javan y sus posturas patrióticas sobre Irán. 

## Filmografía

### Series de televisión
| Año  | Título           | Personaje                       | Canal    | Notas           |
| ---- | ---------------- | ------------------------------- | -------- | --------------- |
| 1994 | Save water       |                                 | –        |                 |
| 1995 | norouz 1995      |                                 | –        |                 |
| 1995 | The Spouses      |                                 | IRIB TV2 |                 |
| 1995 | Store            |                                 | IRIB TV3 |                 |
| 1996 | The Green House  | Farid "Jinglebird" Sabahi       | IRIB TV2 |                 |
| 1997 | The Green Land   | Farid "Jinglebird" Sabahi       | IRIB TV2 |                 |
| 1997 | In the vicinity  |                                 | –        | Escritor        |
| 1997 | Rebirth          |                                 | –        | Escritor        |
| 1998 | The Magic coat   | Emad                            | IRIB TV3 |                 |
| 1998 | Hotel            | cameo                           | IRIB TV1 |                 |
| 2000 | Province of Love | Amin abasi                      | IRIB TV1 |                 |
| 2001 | Lost             |                                 | IRIB TV3 | Director        |
| 2002 | Crystal Garden   |                                 | –        |                 |
| 2008 | Address          |                                 | IRIB TV2 |                 |
| 2009 | The Passengers   | Farid Afrookhteh                | IRIB TV3 | Director, actor |
| 2010 | Family Plot      |                                 | IRIB TV1 | Director        |
| 2011 | Medical Building | Pretendiente de Shirzad (cameo) | IRIB TV3 |                 |
| 2013 | Red Hat"         | él mismo (cameo)                | IRIB TV2 |                 |
| 2013 | Pezhman          | él mismo (cameo)                | IRIB TV3 |                 |

## Películas
| Año  | Título                              | Personaje | Notas            |
| ---- | ----------------------------------- | --------- | ---------------- |
| 1997 | Behind the walls evening            |           |                  |
| 1997 | Help me                             |           |                  |
| 1999 | Mummy 3                             | Roouzbeh  |                  |
| 2000 | Cinderella                          |           |                  |
| 2003 | Pink                                |           |                  |
| 2004 | Maxx                                |           |                  |
| 2004 | Spaghetti in eight minutes          | Pedram    | Actor y director |
| 2006 | Magical generation                  |           |                  |
| 2006 | Souvenirs Europe                    |           |                  |
| 2006 | Woman Costume                       |           |                  |
| 2007 | Polyphone                           |           |                  |
| 2008 | A night in Tehran                   |           |                  |
| 2009 | Son of Adam, Eve's Daughter         | Naser     |                  |
| 2009 | No Men allowed!                     |           | Director         |
| 2010 | Beauty and beast                    |           |                  |
| 2010 | Parian king 's daughter             |           |                  |
| 2011 | Laboratory                          |           |                  |
| 2012 | Sinners                             |           |                  |
| 2012 | Nikan and Giant baby                |           |                  |
| 2013 | Azar, Shahdokht, Parviz, and Others |           |                  |
| 2013 | Parole                              |           |                  |
| 2014 | Jumping from a low altitude         |           |                  |
| 2015 | Negar                               |           | Director         |
| 2018 | Murphy's Role                       |           | Actor y director |

## Programas de variedades
| Año             | Título     | Papel     | Red        | Notas                 |
| --------------- | ---------- | --------- | ---------- | --------------------- |
| 2011            | Navad (90) | Invitado  | IRIB TV3   |                       |
| 2012            | Chat       | Anfitrión | IFILM      | Presentador           |
| 2014 - presente | Khandevane | Anfitrión | IRIB Nasim | Presentador, director |
| 2016            | 3 Stars    | Invitado  | IRIB TV3   |                       |
| 2017            | 3 Stars    | Invitado  | IRIB TV3   |                       |